# 競技場

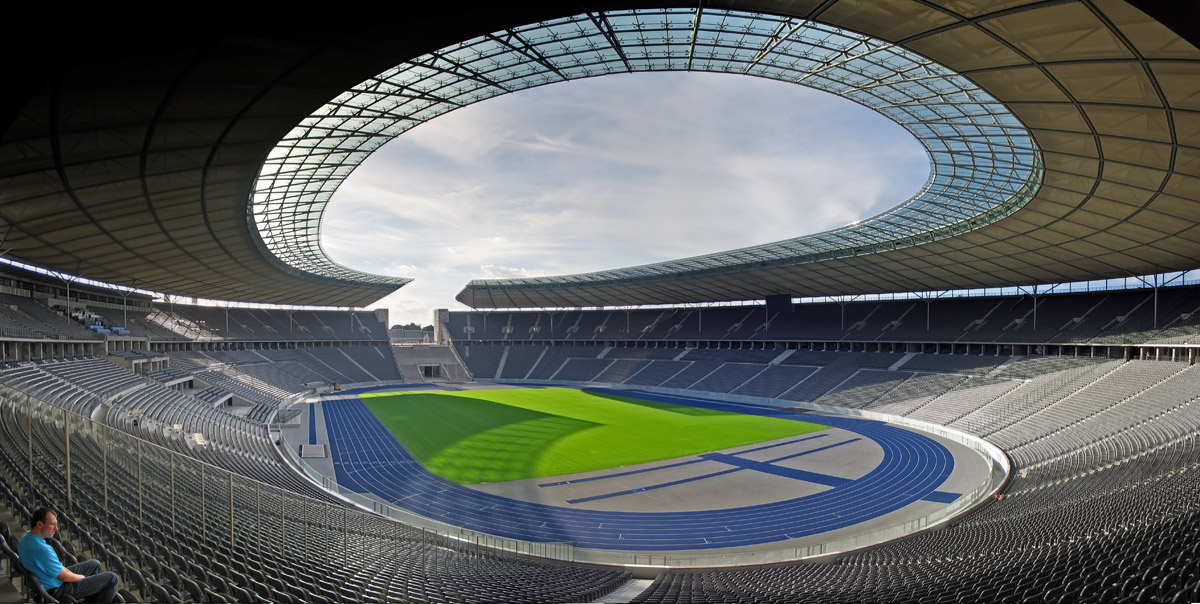
2006年サッカーW杯や2009年世界陸上が開催された、ドイツの『ベルリン・オリンピアシュタディオン』

競技場（きょうぎじょう）とは、スポーツなどの競技を行うための施設である。

## 概要
種類
基本的には競技の種類で分類されている。
ただし、いくつかの種類の競技ができるように設計されている競技場もある。陸上競技場の中にはサッカーやラグビーなどの競技ができるものもあり、サッカー競技場の中にはラグビーが可能なもの、野球場は野球の他にソフトボール競技も開催できることは多い。ただしピッチなどのサイズが異なることは多いので、競技会の前にライン（線）を引き直す作業は必要となることはある。
施設の形式、建築物としての構造などによっても分類されている。
- スタジアム - 観客席を備えた大規模な競技場
- アリーナ - 観客席が四方から取り囲む形式の施設
- ドーム - ドーム型の屋根がついた競技場

そのほか可動式屋根を備えた競技場もある。
競技以外の利用
競技場はそれぞれ運営法人があるが、スタジアムなど巨大な競技場は、競技以外の目的、たとえば音楽ライブイベント、コンサート、人が大勢集まる催事類などに貸出されているケースは多い。名称は競技場だが、年間のスケジュールのほとんどはスポーツ以外のイベントの予約で埋まっているという競技場も多い。

## 歴史
競技場の歴史は競技の歴史と密接に関係している。
古代ギリシアのオリンピア競技場

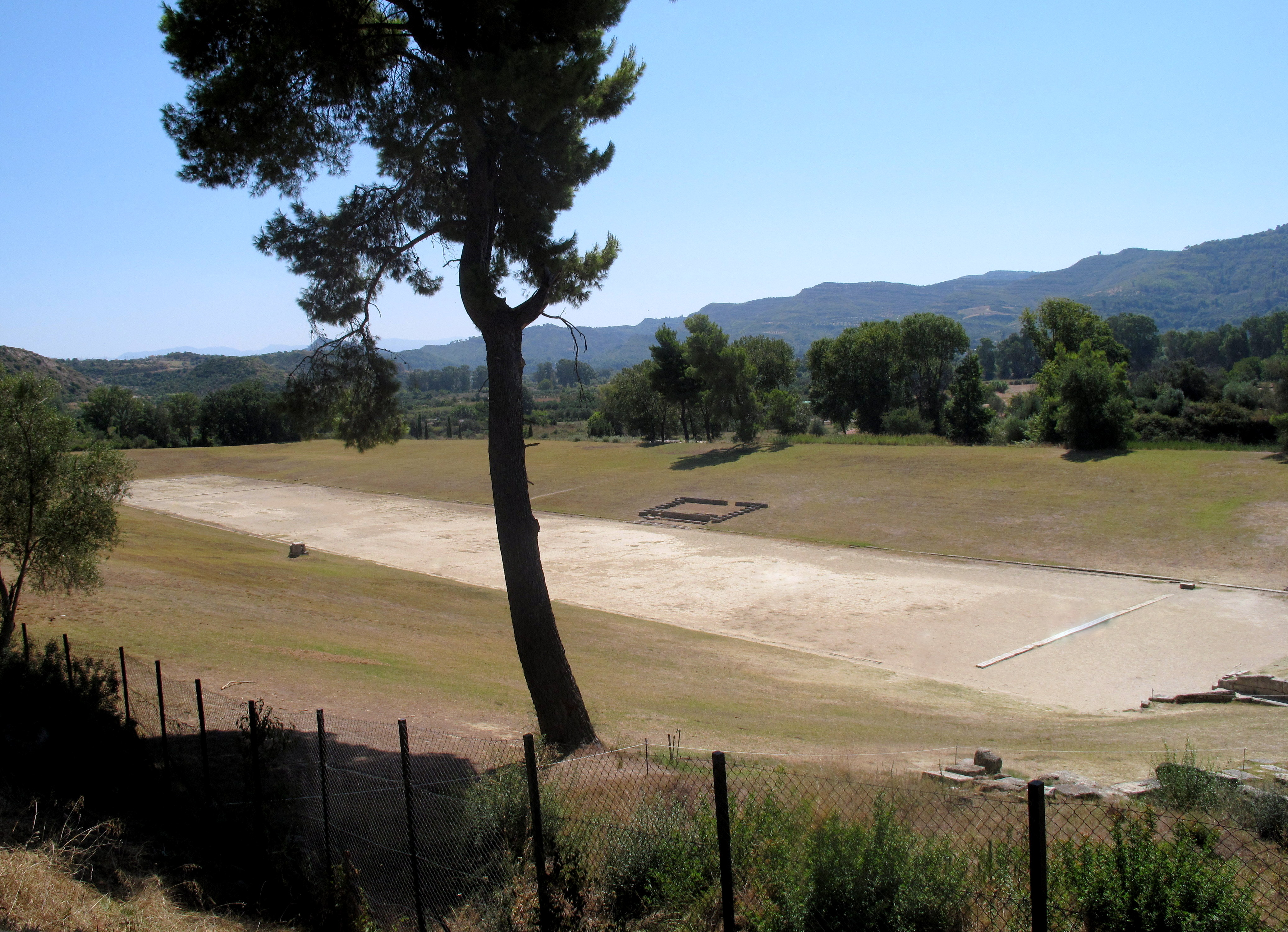
古代オリンピア競技場

古代ギリシアでは紀元前776年から、ゼウス神に捧げる競技祭として、聖地であるオリンピアでオリュンピア大祭（古代オリンピック）が始まった。その競技場は現在では古代オリンピア競技場（en:Stadium at Olympia）と呼ばれている。最初は1日間だけ短距離走が行われ、そのコースだけが設けられていたいう。トラックは長さが191.27メートルで、当時のギリシアで使われていた距離の単位「スタディオン stadion」（191.27メートル）を使ったという（現在の「スタジアム」の語源になっている）。やがて競技種目が増え、ディアウロス走（中距離走）、ドリコス走（長距離走）、五種競技、円盤投、やり投、レスリング、ボクシング（拳闘）、パンクラティオン、チャリオット競走なども行われるようになった。競技日程は紀元前684年に3日に延長され、紀元前5世紀に5日に延長されたという。観客は選手が競技する場所の周囲のなだらかな斜面から観戦した。椅子はなく、地面に座って観戦し、4万人ほどを収容できたという。当初は参加選手も少なく、遠方からの参加者は競技場周囲で野宿をしていたらしいが、参加者が増えるにつれ、ギリシアのそれぞれの都市国家から政治家が選手を伴って一団で参加するようになり、こ周囲の草原に大きなテント村が出現するようになったという。この古代オリンピア競技場は1200年間使われた。
古代ローマのコロッセオ

コロッセオ

古代ローマ帝国では西暦80年に帝国の首都ローマにコロッセオという円形競技場が建造された。これはローマ皇帝がローマ市民らを満足させ自分の権力を維持するために建造した競技場で、見世物的な競技が多数開催された。
上から見ると楕円形で、外寸は長径188メートル、短径156メートル、外壁の高さが50メートルであり、中央部分の楕円形の競技場所は、長径83 メートルで、短径48メートル。最大で8万人の観客が座席に座って観戦することができた。
ここで行われたのは剣闘士（グラディエーター）が命がけで戦う競技だった。近年の発掘調査によれば、コロッセオの中央部に張られていた床の下には地下2階構造の大規模な施設があり、ライオンなどの猛獣を飼う施設、奴隷たちが人力で動かす木製のエレベーター、舞台上と舞台下をつなぐための機械的な開閉機構があったという。中央の楕円形の床（地面）は一部が開いてそこから猛獣が飛び出しくる機構があったという。またこの競技場は巨大な貯水槽も備えており、必要に応じて中央の円形部分に水を張り、船と船の海戦の見世物も行っえたという。この見世物は当時 ナウマキアと呼ばれた。ナウマキアはユリウス・カエサルがポンペイやエジプトとの戦いに勝利したことを記念して紀元前46年に行われたのが始まりで、コロッセオの開場式典でも行われた。
また観客への日差しを避けるため、外壁の上部から内側へ伸びた240本の木製アームに滑車仕掛けで布を張り、必要に応じてローマ海軍の水兵がロープを操りアームの向きを変化させたり布を伸縮させていたという。